# Annise Parker
Pour les articles homonymes, voir Parker.
Annise Danette Parker, née le 17 mai 1956 à Houston, est une femme politique américaine, membre du Parti démocrate. Elle est maire de la ville de Houston au Texas de 2010 à 2016.

## Biographie
Membre du Parti démocrate, Annise Parker est élue au conseil municipal de Houston en 1997 et réélue en 1999 et 2003, date à laquelle elle est élue contrôleur aux comptes de la ville et réélue sans opposition en 2005 et 2007. Terminant à la première place au premier tour de l'élection municipale de novembre 2009, elle bat le procureur Gene Locke lors du second tour le 14 décembre suivant. Elle prend ses fonctions le 2 janvier 2010, devenant ainsi la seconde femme maire de la ville et le premier maire ouvertement homosexuel d'une grande ville américaine. Elle est réélue en 2011 et 2013.

## Source
- (en) Cet article est partiellement ou en totalité issu de l’article de Wikipédia en anglais intitulé « Annise Parker » (voir la liste des auteurs).